# Pierre Antoine Baudouin
Pierre Antoine Baudouin (* 15. Dezember 1723 in Paris; † 13. Dezember 1769 ebenda) war ein französischer Maler und Zeichner. 
Er war ein Schüler von François Boucher, einem der Meister des französischen Rokoko, dessen jüngere Tochter Marie-Émilie er am 8. April 1758 heiratete. Durch dessen Initiative wurde Baudouin als Miniaturenmaler Mitglied in der Académie royale de peinture et de sculpture. Er malte selten in Öl, stattdessen meist in Wasserfarben und Gouache.

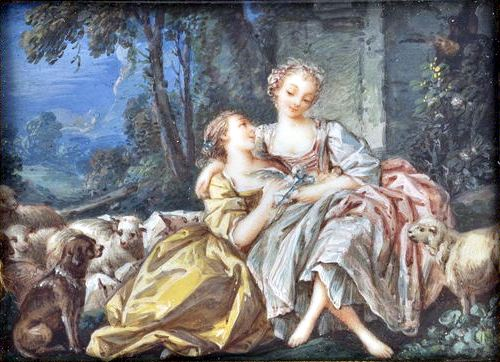
Le Message d’amour, Gouache auf Elfenbein, 5,6 mal 7,6 cm, Louvre

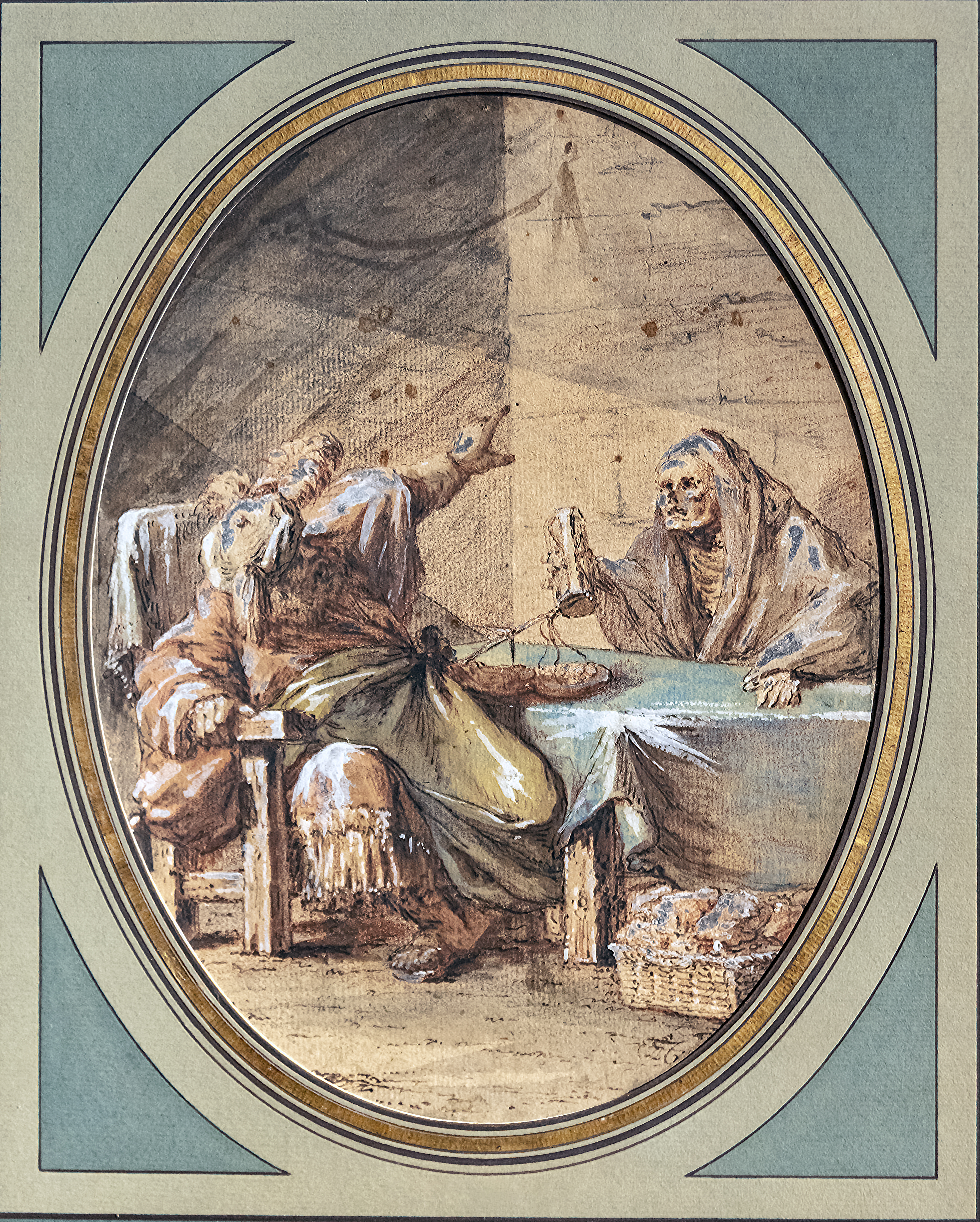
La Mort et le banquier

Geboren wurde er als Sohn des Graveurs Michel Baudouin. Als eines seiner Hauptwerke gilt Les quatre heures du jour von 1753.